# Banner (Fahne)

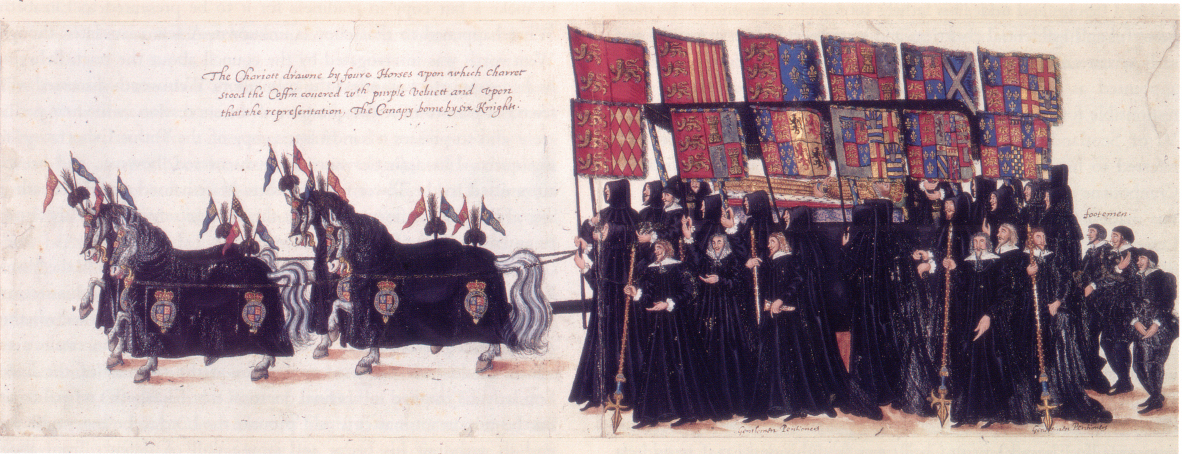
Trauerzug Elisabeths I. von England, Unbekannt, 1603

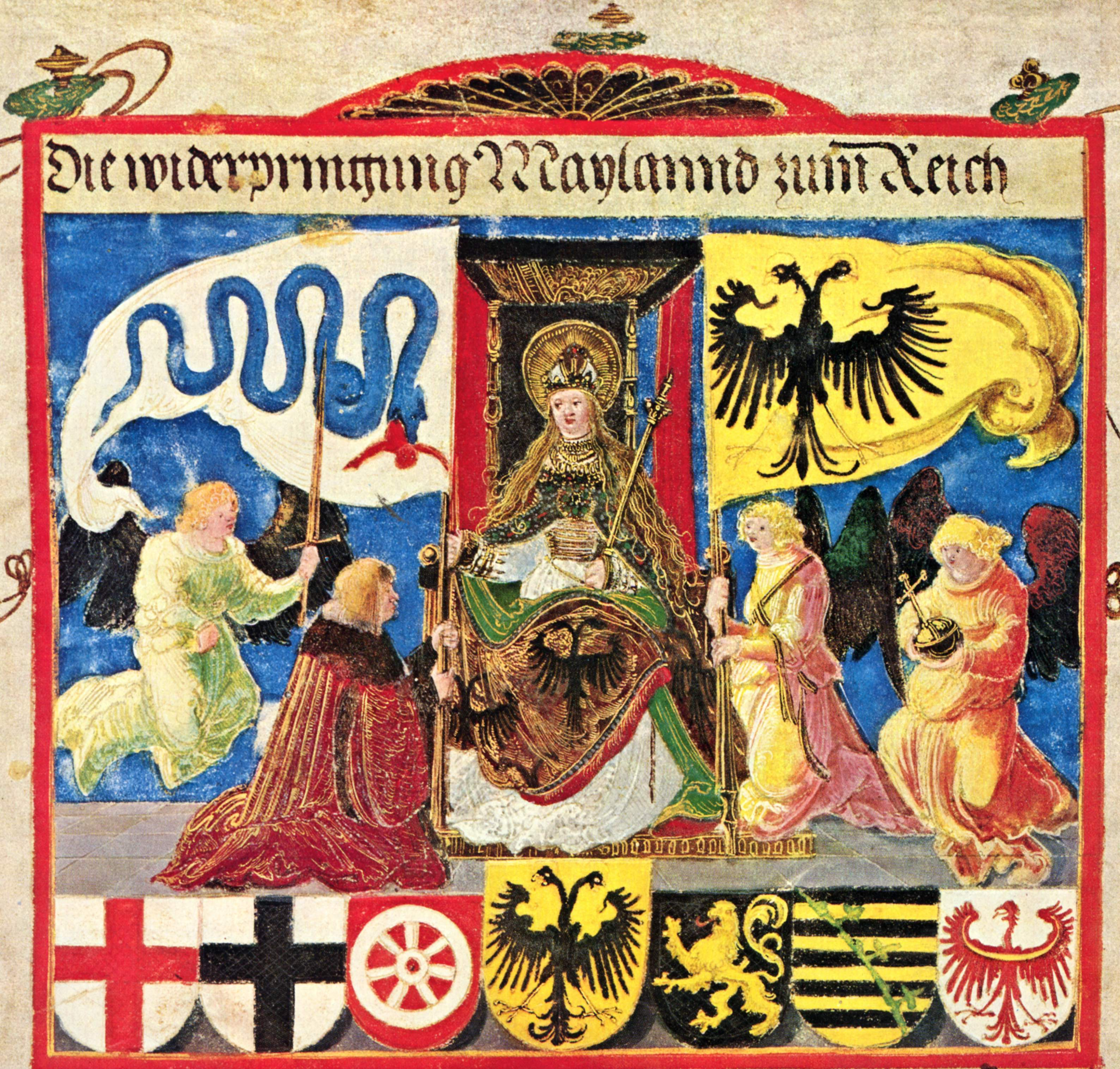
Kaiser Maximilian mit dem Reichsbanner des Heiligen Römischen Reiches, Albrecht Altdorfer, um 1513–1515, das zweite Banner ist das der Visconti von Mailand

Das Banner ist in Vexillologie (Fahnenkunde) und Heraldik (Wappenkunde) eine spezielle Form der Flagge mit einem Hoheitszeichen oder Wappen, die das Herrschaftsgebiet eines Adligen bzw. die Zugehörigkeit zu dessen Gefolge kennzeichnete.

## Wortherkunft
Banner früher auch Panner, oder seit dem mittelhochdeutschen Banier oder Panier (panˈiːɐ) kommt von französisch bannière ‚Heeresfahne‘ aus mittellateinisch baneria ‚Ort, wo die Fahne aufgestellt wird‘, ‚Feldzeichen‘. Dessen Wurzeln liegen ähnlich wie Bande in gotisch bandwa „Zeichen“ und lateinisch pannus ‚Stoffbahn‘ bzw. pandere ‚entfalten‘. Eng verwandt ist auch der Begriff Heerbann. Neben der Fahne bezeichnet es auch das Fähnlein, das Kontingent. Im übertragenen Sinne findet sich Panier (mit französisch banir ‚ankündigen, ausrufen‘) später auch für eine Parole, das Kriegsgeschrei.
Die Redewendung das Hasenpanier ergreifen bedeutet so viel wie das Banner des feigen Hasen ergreifen, also dessen Schwanz zeigen und damit die Flucht ergreifen.
Als gehobener, feierlicher Ausdruck für ‚Fahne‘ ist ‚Banner‘ veraltet. Heute wird das von einem waagerechten Schaft mittig hängende Banner von der am senkrechten Schaft (Flaggenstock) wehenden Flagge unterschieden.

## Historische Verwendung

Ausschnitt der Reichssturmfahne mit abgeschnittenem roten Wimpel

Aus den ursprünglichen signa, den römischen Feldzeichen, meist Tierbildern, geht die Aquila, der Adler, als Standarte auf die Legionen über, während für die Manipel der Manipulus, für die Reiterei das Vexillum als Fahne üblich werden. Letzteres bestand in einem quadratischen Stück Zeug an einem Stab, der quer an einer Lanze aufgehängt war, das Unterscheidungsmerkmal bildete die Farbe. Davon leitet sich das Banner ab.
Im frühen Mittelalter trug das deutsche Hauptfeldzeichen (Reichsbanner des Heiligen Römischen Reiches) den Erzengel Michael im Bild, unter Otto II. und seit Friedrich I. den Adler (schwarzer Adler mit des Kaisers Hauswappen auf der Brust im gelben Feld). Der Reichsadler zierte auch die Reichssturmfahne, die mit dem schwäbischen Vorstreitrecht verknüpft war. Das Reichsbanneramt wurde im 18. Jahrhundert zum Erzamt mit Kurfürstenwürde aufgewertet, nach anhaltendem Widerstand des seit 1336 mit der Reichssturmfahne belehnten Hauses Württemberg aber wieder abgeschafft.
Bei der deutschen Lehnmiliz war es die Heeresfahne, die demjenigen Lehnsmann von Adel zustand, der zehn bis hundert gut bewaffnete Soldaten ins Feld führen konnte. Er wurde dann Bannerherr genannt, das entspricht dem Baron. Nach Einführung der stehenden Miliz wurde daraus eine reine Titularwürde. Sein Fahnenträger war der Bannerträger, später Fähnrich genannt.

## Heutige Verwendung des Wortes

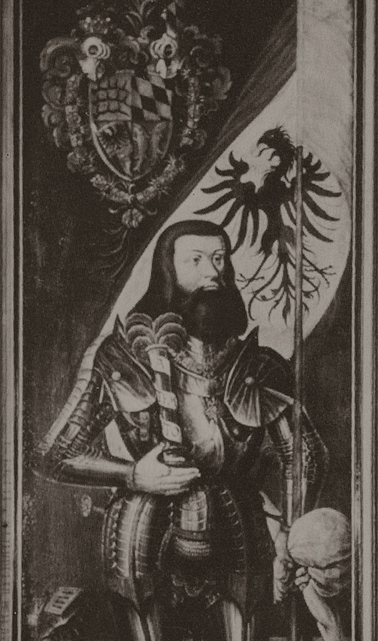
Herzog Eberhard I. von Württemberg mit der seinem Haus seit 1336 als Erblehen verliehenen Reichssturmfahne (Bild von 1495 in Markgröningen)

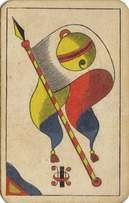
Schellen-Banner, Bezeichnung für eine Deutschschweizer Jasskarte

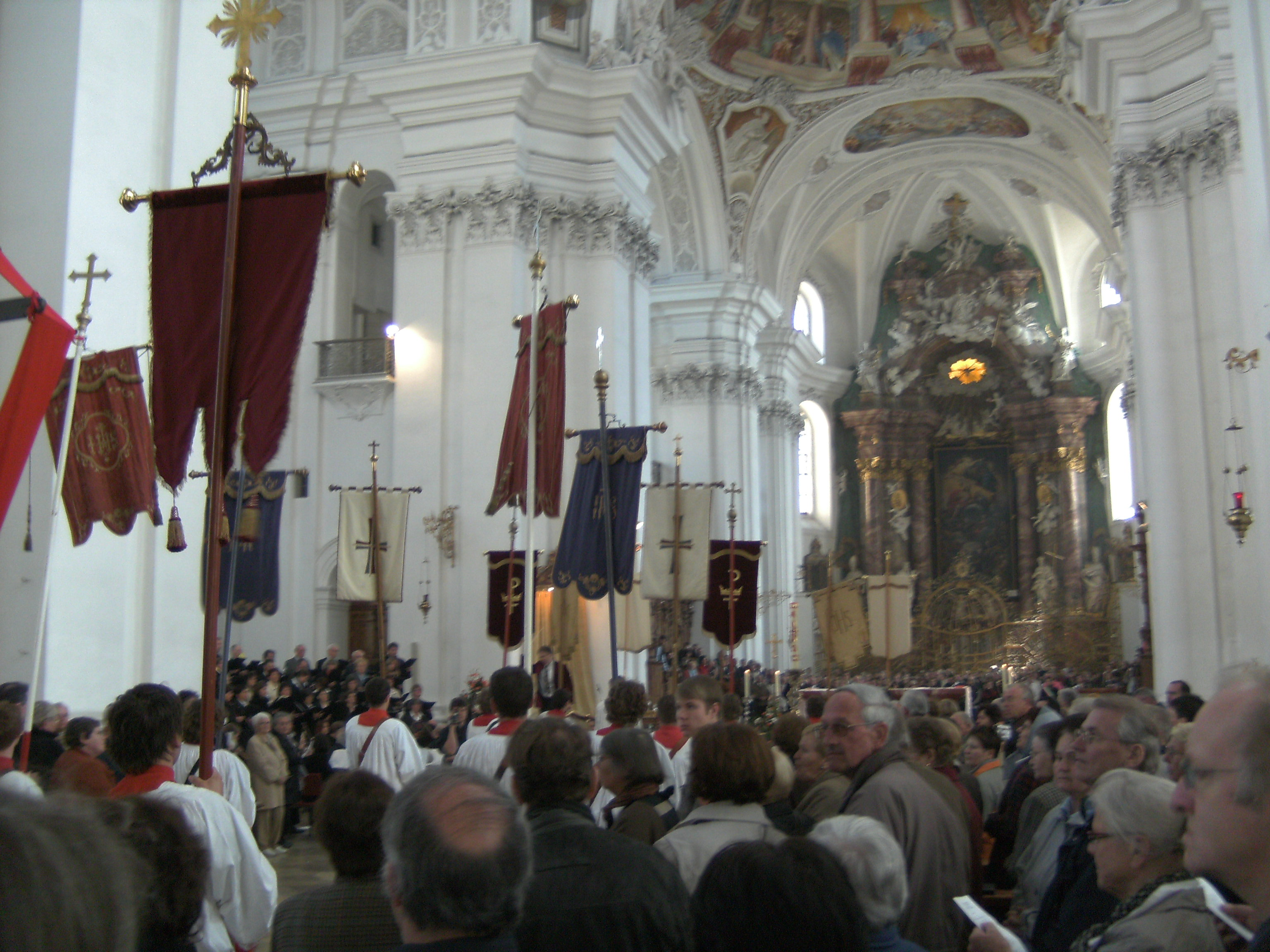
Kirchenfahnen: Blutritt in Weingarten (2008)

Banner sind im Vereinswesen (wie Traditions-, Sport- und Musikvereine) und bei Bruderschaften gebräuchlich. Sie tragen meist das Vereinssymbol oder ein Bild des Patrons und werden bei Umzügen und repräsentativen Veranstaltungen, bei denen die Gruppierung auftritt, mitgeführt.
Heute kann ein politisch motiviertes Banner, das auf Demonstrationen mitgeführt wird, ein Transparent sein.

Im Sportfanbereich wird ein Spruchband, Transparent oder Banner mit zwei Haltestangen als Doppelhalter bezeichnet. Daneben existieren die Schwenkfahne und die Zaunfahne, die für einen längeren Zeitraum fest an Zäune oder Absperrgitter gebunden wird, und die Blockfahne, welche einen Zuschauerblock im Stadion zumindest teilweise abdeckt.
Banner werden auch für Außenwerbung benutzt. Heute spricht man von Werbebanner, wenn man eine auf einer Webseite eingebundene Werbegrafik meint. Wenn ein Banner hinter einem Flugzeug durch die Luft gezogen wird, spricht man vom Bannerschlepp.